# 文憑教師薪酬運動
文憑教師薪酬運動，是麥理浩擔任香港总督期間所發生的一連串由教師發起的社會運動。

## 1970年
1970年，港英政府宣佈委任一個薪俸調查委員會（簡稱薪委會），負責檢討公務員薪級架構和薪俸制度；該委員會由英國前首席公務員事務專員馬立本爵士（Sir George Mallaby）出任主席，成員則包括羅桂祥和李福和等人，並由剛退休的外交部助理次官莫勤（James C. Morgan）擔任顧問，專門負責檢討政務主任及其他專業職系的薪級架構。薪委會本訂於1971年3月開始運作，同年8月前向港府提交報告。但港府未及薪委會召開，便在1971年2月24日率先宣佈調整教師和護士的薪級制度。其中，新入職文憑教師的起薪點遭到調低，以最初級的三級文憑教師為例，其起薪點由原來的1,044港元大幅降至889港元；而原來的薪級架構也有不少變動。由於在職文憑教師可繼續沿用舊薪級制度，所以他們在初期多持觀望態度；相反，羅富國、葛量洪和柏立基三家教育學院的學生會對港府作法深表不滿，批評減薪有辱教師尊嚴，而且造成「同工不同酬」，分化在職和新入職的文憑教師。三家教育學院的學生會除了先後發動學生靜坐和罷課等抗議行動外，又聯同公務員團體與港府展開談判，但談判一直處於膠著狀態。

## 1971年
在1971年8月，薪委會向外界發表報告書，但由於公務員團體方面仍與政府商討文憑教師與護士的薪級架構，故報告未有對文憑教師和護士提出建議，惹來輿論批評。未幾，消息傳出護士方面與政府達成共識，而文憑教師起薪點雖獲調升至1,175港元，但頂薪點卻被調低，加上政府有意取消過往文憑教師薪酬與護士掛勾的造法、以及將他們的薪級獨立於公務員的總薪級表，導致在職文憑教師也起而加入反對的行列。當時，文憑教師主要任教津貼小學和補助小學，也有小部份任教政府官立小學，他們為了保障自身利益而紛紛籌組類似工會的大小團體，並共同成立香港教育團體聯合秘書處，加入公務員團體與政府的談判。

## 1972年
在1972年7月，籌備當中的教育專業人員協會（簡稱教協）和官校非學位教師職工會等13個教育人員團體在中環發起遊行，反對新的薪級架構，但政府仍然不為所動，而雙方談判更在同年8月正式宣告破裂。
港府與文憑教師談判期間，麥理浩已就任港督，而談判在1972年8月宣告破裂後，在他的同意下，港府宣佈為以示公正，決定重新委任屬於薪委會成員的莫勤、羅桂祥及李福和三名獨立人士，再召開一個名為「莫勤工作小組」（Morgan Working Group）的薪俸調查委員會工作小組，專門研究文憑教師的問題。工作小組在1972年11月初召開，同年12月將工作小組報告提交港督省覽，並在1973年2月14日向外公佈。然而，工作小組報告的建議與港府提出的方案差別不大，令文憑教師感到失望，根據工作小組報告的建議，符合資格的新入職文憑教師起薪點為1,175港元，在任教首八年間逐步達至頂薪點的1,750港元，領取頂薪滿五年後，可選擇獲得特別增薪點的1,825港元、三年後直接跳至1,900港元，任教多三年後再直接跳至最終頂薪點的1,975港元。相反，文憑教師除要求起薪點增至1,250港元外，又爭取在任教首10年內將薪點逐步升至1,950港元，這兩點均與工作小組的建議有很大出入。

## 1973年
莫勤工作小組報告向外公佈後，華員會和香港教育團體聯合秘書處先後在1973年2月21日和2月25日召開文憑教師大會，均以大比數投票通過策動教師罷工，以表達文憑教師對港府的不滿，其中，聯合秘書處更訂在4月4日兒童節、4月13日黑色星期五和5月4日五四運動紀念日發動三輪罷工，務求迫使港府讓步。港府當時對教師計劃罷工大為緊張，在3月29日，輔政司羅樂民爵士在立法局內提出妥協方案，提出以「莫勤工作小組」的建議為基礎，分別將特別增薪點上調為1,850港元、1,950港元和2,050港元，但入職起薪點和薪點跳升所需的年期卻維持不變，結果方案不為文憑教師所接受。
此後，文憑教師如期在4月4日和4月13日發動首兩輪罷工，在第二輪罷工當中，全港更有超過百分之80的小學響應，港府承受的輿論壓力也越來越重。由於第三輪罷工的舉行日期正好是小學升中試的日子，如果升中試因文憑教師罷工而取消或延期，將對全港約10萬名應考升中試的學生構成嚴重影響。麥理浩為免事情惡化，於是派出時任新聞司姬達與代表文憑教師的教協核心成員司徒華私下磋商，而天主教香港教區主教徐誠斌、聖公會港澳教區主教白約翰會督及中華基督教會香港區會總幹事汪彼得也介入其中參與調停。幾經磋商，港府最終決定讓步，在各方共識之下，港府應要求將文憑教師起薪點增至1,250港元，而且縮短至七年內逐步跳升至頂薪點的1,750港元。領取頂薪滿三年後，文憑教師可立即跳至特別增薪點的1,850港元、兩年後再跳至1,950港元、再多兩年後可直接跳至最終頂薪點的2,050港元。新的方案比港府之前所有方案都要優厚，因而獲得絕大部份文憑教師的正面回應，從而避免第三輪罷工的舉行。罷工平息後，麥理浩在1973年5月初宣佈再委任工商界人士安子介、聖保羅男女中學校長羅怡基博士（Dr. B. M. Kotewall）和徐誠斌主教調查事件爭端，作出補救，而13個教育團體也於5月底舉行投票，通過新的方案，持續26個月的文憑教師薪酬運動才告化解。